# Benjamin Jensen
Benjamin Jensen (ur. 13 kwietnia 1975 w Mandal) – norweski lekkoatleta, wieloboista.

## Osiągnięcia
- złoty medal mistrzostw świata juniorów (Lizbona 1994)
- brąz Uniwersjady (Palma de Mallorca 1999)
- kilkanaście medali mistrzostw Norwegii w różnych konkurencjach (głównie w dziesięcioboju oraz skoku o tyczce, ale także w skoku w dal oraz biegu na 110 metrów przez płotki)

## Rekordy życiowe
- dziesięciobój lekkoatletyczny – 8160 pkt (1999) rekord Norwegii
- skok o tyczce – 5.40 (1998)
- siedmiobój lekkoatletyczny (hala) – 5769 (1998)